# Gibraltar Brigade
Die Gibraltar Brigade war ein dem britischen Dienst unterstellter Kampfverband der Kurhannoverschen Armee.

## Entstehung
Die Gibraltar Brigade entstand zeitgleich mit der etwas kleineren, und mit dem Verlust der Insel Menorca für die Engländer auch erfolgloseren, Menorca Brigade durch Unterstellung von insgesamt fünf Bataillonen der Kurhannoverschen Armee in den Britischen Dienst am 14. Juli 1775. Sinn und Zweck war es, britische Kampfverbände in Europa für den Einsatz im amerikanischen Unabhängigkeitskrieg abziehen zu können und gleichzeitig die Verteidigungsbereitschaft der Festungen Menorca und Gibraltar aufrechtzuerhalten.

## Zusammensetzung
Die Brigade bestand aus
- dem 1. Bataillon des Regiments von Reden[1] unter dem namensgebenden Regimentskommandeur Generalleutnant Johann Wilhelm von Reden gebildet. Kommandeur dieses Batallions war Oberst Ernst Wilhelm von Friesenhausen, Feldkommandeur Oberstleutnant Johann Gottfried von Walthausen († 1777),[2] der durch Oberstleutnant Johann Friedrich von Dachenhausen ersetzt wurde.

- dem 1. Bataillon des Regiments de la Motte[3] unter dem Oberbefehl des Oberst und seit 1776 Generalmajor August de la Motte, der auch den Befehl über sein 1. Battalion und die Gibraltar Brigade insgesamt hatte und durch seinen Feldkommandeur Major Bernhard Wilhelm von Schlepegrell unterstützt wurde.

- dem 1. Bataillon des Regiments von Hardenberg, später von Sydow;[4] dessen Regimentskommandeur Generalleutnant Christian Ludwig von Hardenberg 1781 verstarb, so dass das Regiment nach seinem Nachfolger Heinrich Bernhard von Sydow benannt wurde. Kommandeur und Feldkommandeur dieses dritten Battalions im Gibratareinsatz war Oberstleutnant Georg Wilhelm von dem Bussche, der 1776 nach Hannover zurück beordert und durch Oberstleutnant Ernst August von Hugo ersetzt wurde.

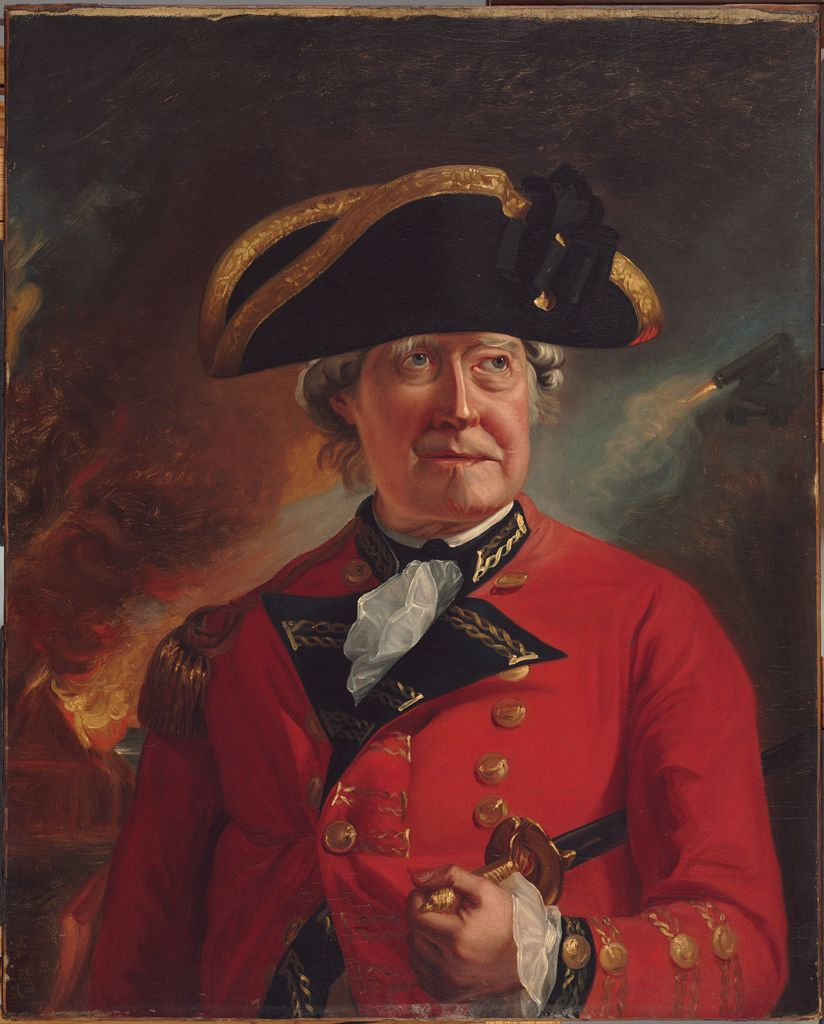
Generalleutnant August de la Motte
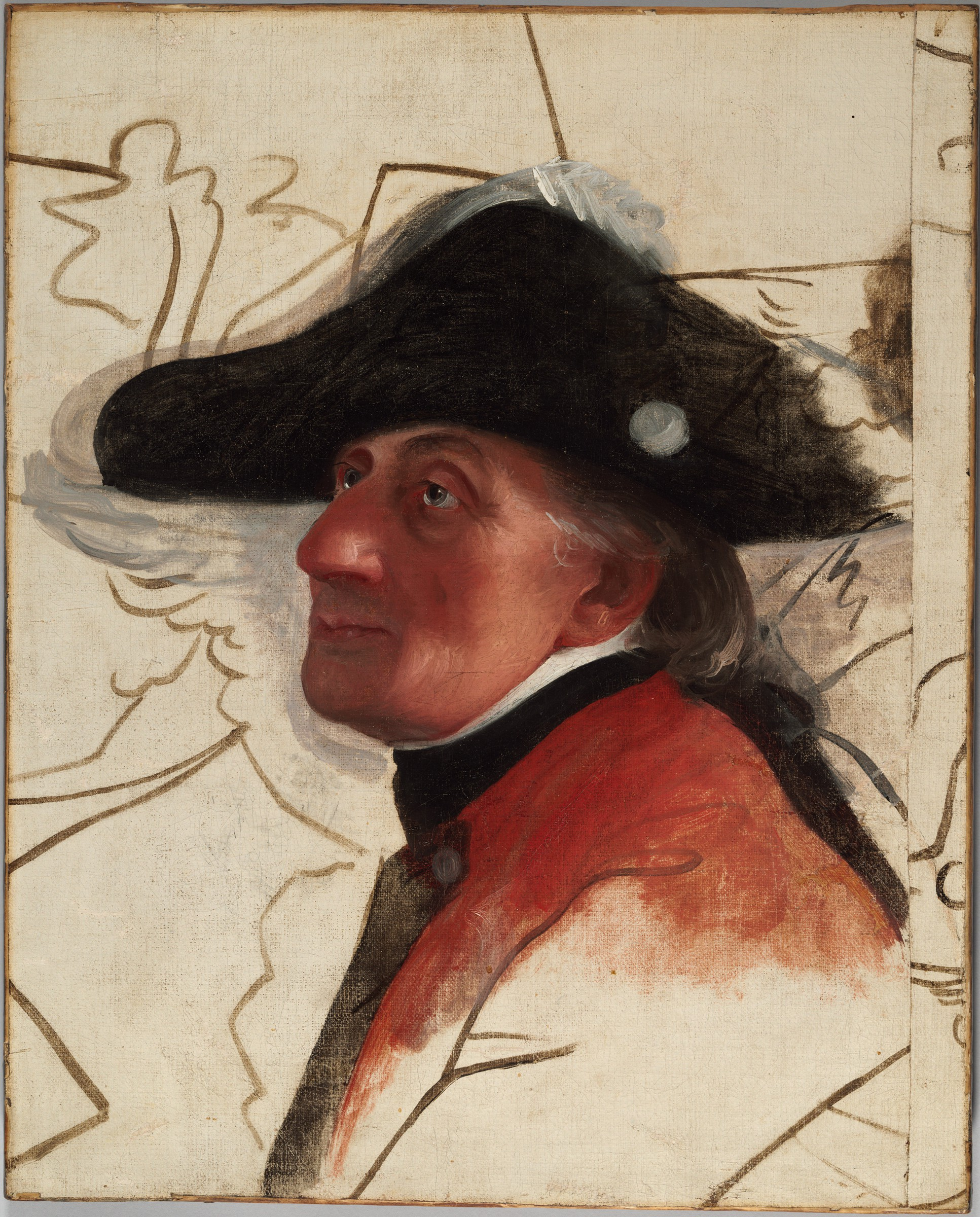
Oberst Gustav Friedrich von Dachenhausen
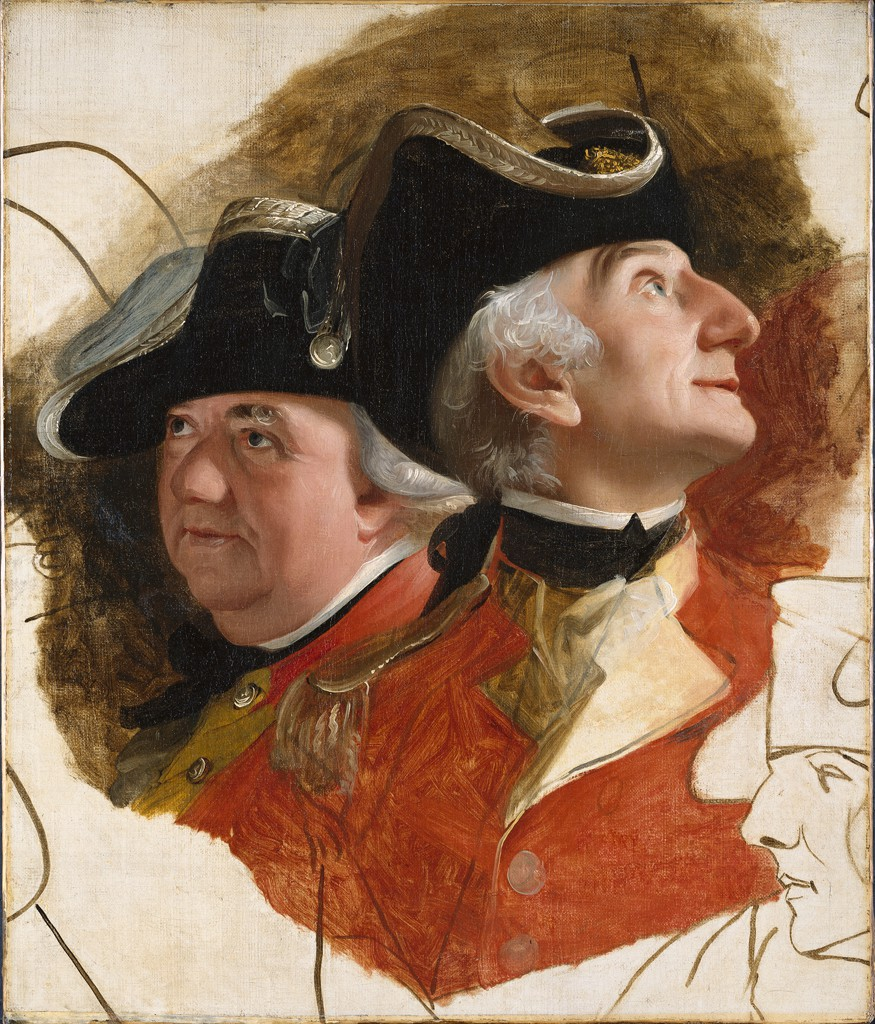
Oberst von Hugo (vorn) und Oberstleutnant von Schleppegrell (hinten)

## Wirkung
Die wohl bis Herbst 1784 bestehende Brigade hatte erheblichen Anteil an der erfolgreichen Abwehr der Einnahme Gibraltars durch die verbündeten spanischen und französischen Truppen. Angesichts der frühzeitigen Niederlage der Briten durch die Kapitulation vom 5. Februar 1782 und den damit einhergehenden Verlust von Menorca wurde das Durchhalten der Belagerung von Gibraltar und der Sieg des Gouverneurs von Gibraltar George Augustus Eliott, 1. Baron Heathfield gegen die Belagerer in London publizistisch und künstlerisch breit verwertet. Historiengemälde einschließlich der vorbereitenden Skizzen sowie entsprechende Kupferstiche gehören zum Bestand namhafter Museen, sie zeigen neben Eliott als Mittelpunkt und seinen Kommandeuren aus dem Vereinigten Königreich auch die Offiziere der fast vergessenen Gibraltar Brigade aus dem Kurfürstentum Hannover. König Georg III stiftete 1783 den Angehörigen der Brigade das Ärmelband Gibraltar. Diese Tradition wurde nach der Annexion des Königreichs Hannover 1866 durch Preußen durch eine erneute Verleihung durch Kaiser Wilhelm II. fortgeführt.

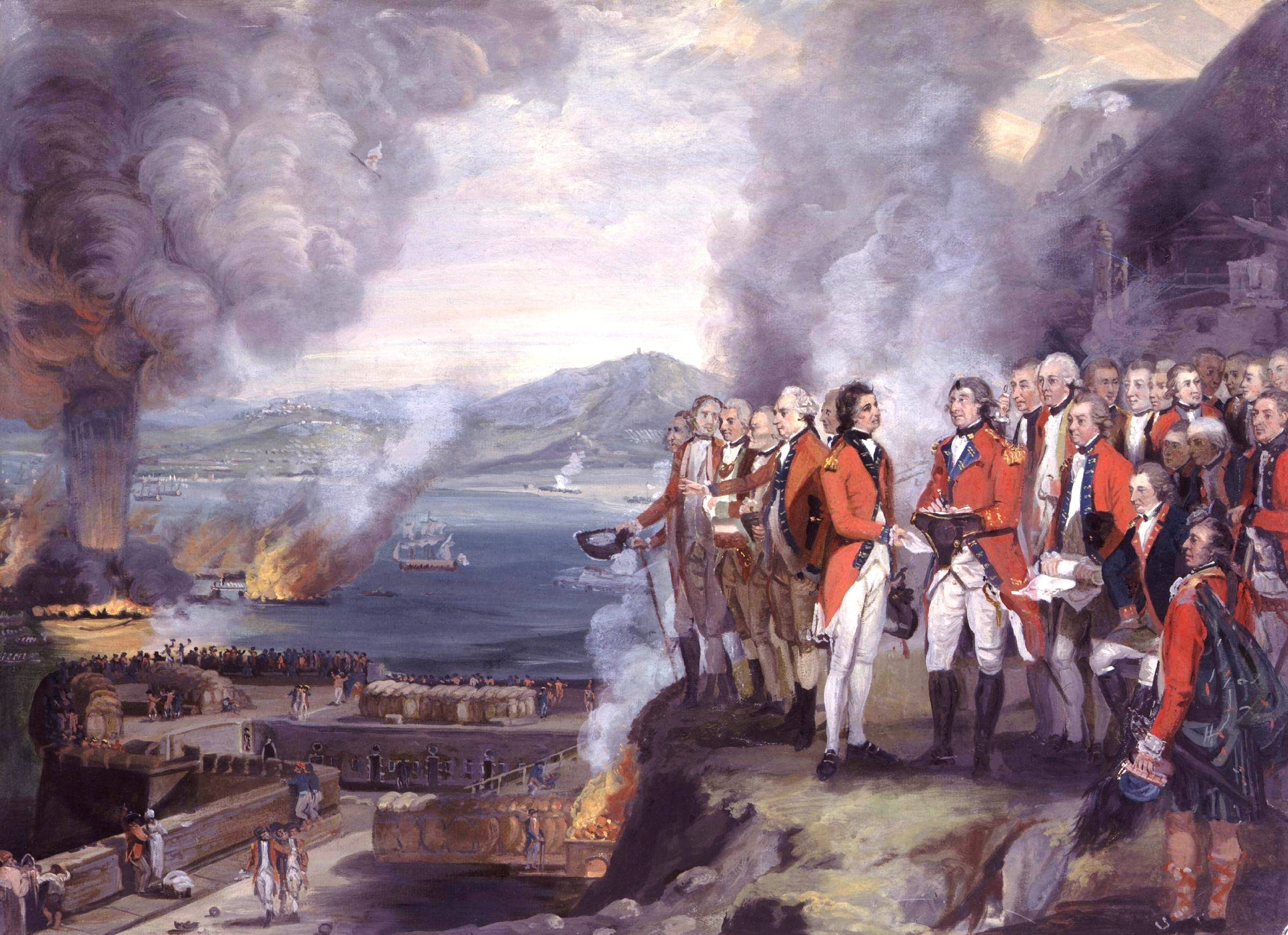
George Carter: The Siege of Gibraltar (1782)
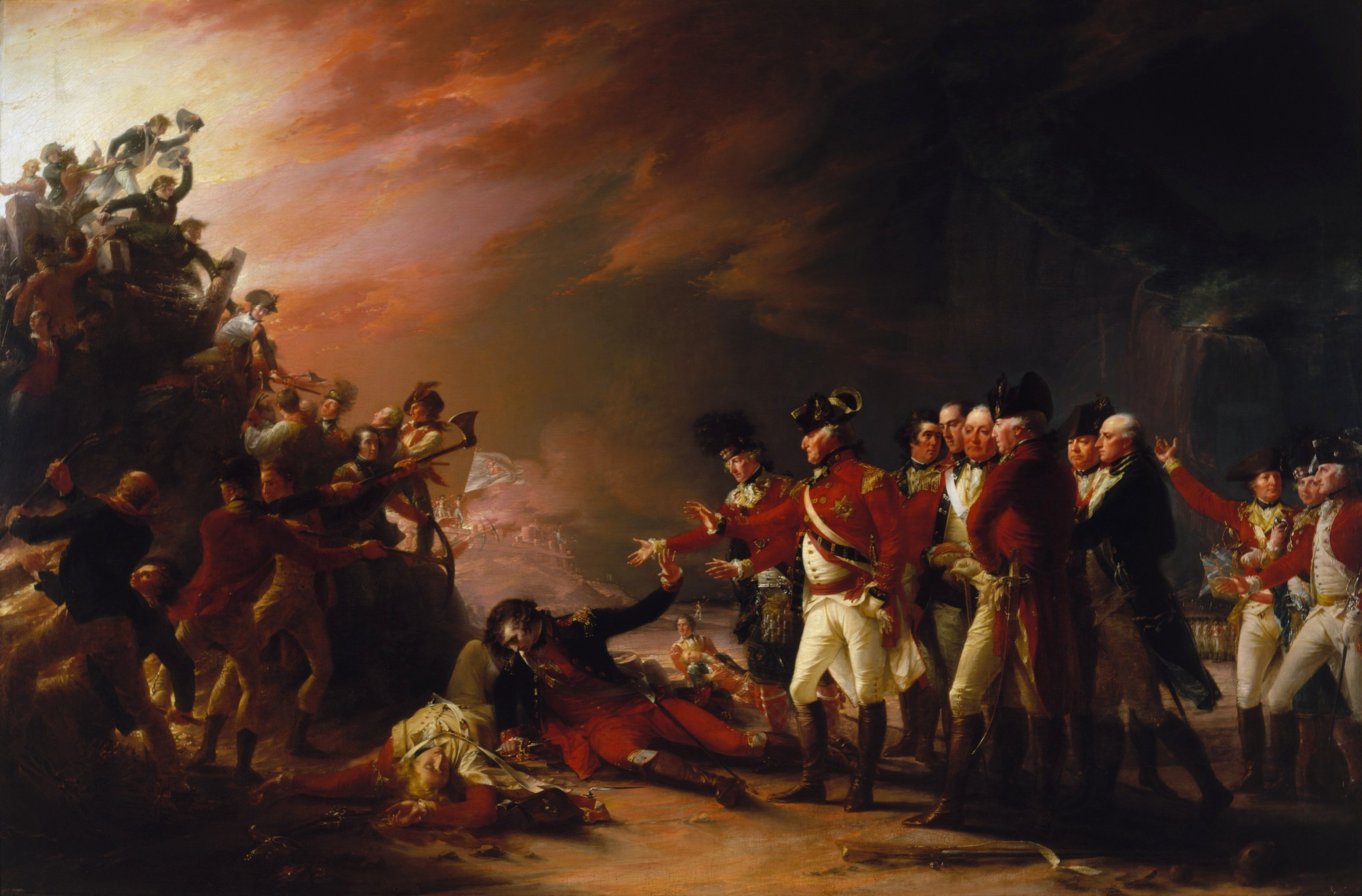
John Trumbull: The Sortie Made by the Garrison of Gibraltar (1789)